# Шэнь Цзябэнь
Шэнь Цзябэ́нь (кит. упр. 沈家本, пиньинь Shěn Jiāběn, 19 августа 1840 — 9 июня 1913) — китайский государственный деятель и юрист времён империи Цин и первых лет Китайской республики.

## Биография
Происходил из семьи ученых. Родился в уезде Гуйань Хучжоуской управы (территория современного городского округа Хучжоу) провинции Чжэцзян в 1840 году. Сначала получил классическое образование. В то же время особый талант проявил к изучению законов. В 1865 году успешно сдал императорский экзамен в Пекине, получив наивысшую степень — цзиньши. После этого работал на должностях в Совете наказаний, однако не сделал значительную карьеру.
Ситуация изменилась после восхождения в 1875 году на трон Гуансюя. В 1883 году Шэнь Цзябень становится одним из советников императора по юридическим вопросам. В 1893 году назначается префектом города Тяньцзянь. В 1897 году возглавляет префектуру Баодин. В 1900 году становится судьей департамента Чжили. Во время восстания ихэтуаней после его подавления пытался объективно расследовать вины участников восстания и не наказывать невиновных.
В 1902 году назначается министром юстиции. Одновременно возглавил комиссию по переработке цинского свода законов «Дацин Люйли». На нее повлияли традиции европейского права. Работа была завершена в 1905 году — был подготовлен проект нового уголовного кодекса. В 1906 году — гражданско-процессуального кодекса. В последнем впервые признано право адвокатов. В том же году составил закон «О несостоятельности», который выходил из доктрины банкротства коммерсанта. Того же года подготовлено торговый кодекс.
В это же время возглавил дискуссию школы права против школы ритуала вокруг вопроса о том, какие принципы должны лежать в основе законотворческой деятельности: принципы, выработанные современной на то время юридической наукой или принципы, которые были краеугольным камнем старого китайского законодательства. В эту полемику, которая длилась до 1911 года, включились китайские чиновники и ученые, студенты и иностранные специалисты.
В 1910 году Шэнем была завершена работа над проектом уголовно-процессуального кодекса, в котором было предусмотрено, что как защитники к процессу допускаются только адвокаты. Согласно кодексу они имели право: узнать, в чем обвиняется его подзащитный; проверять доказательства, знакомиться с материалами уголовного дела и выписывать сведения из данного дела; иметь свидания и вести переписку с обвиняемым. Впрочем вследствие противодействия консерваторов, сторонников школы ритуалов, кодекс не был введен в действие. В 1911 году во время Синьхайской революции Шэнь Цзябень ушел в отставку. В дальнейшем спокойно жил в Пекине до самой смерти в 1913 году.

## Правоведение
Для качественного составления законов занимался исследованием китайского права прежних времен, в частности времен династий Мин и Юань. Издал со своими комментариями труд «Установка из священного управления правящей Большой династии юань» («Юань дянь-чжан»). В то же время пользовался переводами английского, французского, немецкого, российского, голландского, итальянского, японского, американского, бельгийского законодательства
Основным трудом Шэнь Цзябеня была «Лидай синфа као» («История права Китая»). Более важной частью является 2 большие разделы из 21 цзюаня, которые в свою очередь составляют первый том под названием «Синфа» («Уголовный кодекс», другой перевод «Пытки»), где освещена история и конкретное содержание китайского права. Во втором поэтому Шэнь Цзябень развил идеи правового государства.